# La Passion selon Sade
La Passion selon Sade («La pasión según Sade») es una ópera de Sylvano Bussotti, quien también escribió el libreto, y fue el escenógrafo y director. El subtítulo es «mistero da camera», y lo describe como una obra de misterio de cámara. Fue el primer trabajo de Bussotti para el escenario. La ópera se estrenó en 1965 en Palermo con la soprano Cathy Berberian, quien interpretó a dos personajes de las novelas del Marqués de Sade, Justine y Juliette. Se ha considerado como un ejemplo de teatro musical experimental en varios aspectos. 

## Historia
El compositor italiano Sylvano Bussotti se inspiró para su obra escénica La Passion selon Sade en Sonnet II, un poema de Louise Labé del siglo XVI, una «contemplación del amor atrapado entre los polos opuestos de la alegría y la desesperación» y las novelas Justine y Juliette del Marqués de Sade, en las que «la esperanza de una vida virtuosa se abandona por la búsqueda destructiva del placer». La ópera también hace referencia a la autobiografía de Bussotti.
Bussotti planeó la composición a partir de 1964. Luego conoció al flautista Michael Vetter con quien colaboró en una pieza RARA, un dúo para flauta dulce y un mimo que luego incluiría en la ópera. Compuso La Passion principalmente en 1965, con revisiones después de una vista previa hasta 1966. La subtituló (en francés) como «mystère de chambre avec Tableaux vivants précédé de Solo, avec un couple de Rara et suivi d'une autre Phrase à trois» («misterio de cámara con tableaux vivants precedido de solo, con un par de Rara y seguido de otra Phrase à trois»).
Se estrenó el 5 de septiembre de 1965 en un avance en el Teatro Biondo de Palermo, dirigida por el compositor en un decorado diseñado por él, con la soprano Cathy Berberian y dirigida por Romano Amidei. La actuación fue parte del festival Settimane Internazionali Nuova Musica («Semana internacional de nueva música»). El título, aludiendo a la Pasión de Cristo combinado con el escritor Sade, provocó un escándalo, y cuando la ópera se estrenó por primera vez en Francia, el 7 de diciembre de 1966 en el Odéon, tuvo que cambiarse por La Passion selon x. La primera representación completa se realizó en el Dramaten de Estocolmo el 1 de noviembre de 1968. Fue publicado por Ricordi.
En 2017, el Théâtre Bernadette Lafont de Nimes dio una nueva puesta en escena, dirigida por Antoine Gindt y conducida por Léo Warynski, con la soprano Raquel Camarinha y el Ensemble Multilatérale.

## Composición
Bussotti marcó la obra para mezzosoprano y un conjunto de nueve instrumentos: flauta, oboe, oboe d'amore, trompa, percusión, dos pianos (también celesta, armonio), órgano y violonchelo. La obra se estructura en escenas sin una narrativa coherente, con los personajes e instrumentos expresando significados para que el espectador los interprete. La partitura suele estar en notación gráfica, incluidas las artes visuales, lo que deja a los intérpretes cierta libertad para interpretar. La duración es de aproximadamente 1¼ horas. El mezzo interpreta los papeles de los protagonistas de Sade, Justine y Juliette, y también se espera que los instrumentistas actúen y canten. RARA funciona como un interludio entre dos escenas de acción. Se puede tocar individualmente en concierto.
La ópera ha sido descrita como «quizás la más atrevida, experimental e innovadora de las composiciones de Sylvano Bussotti».